# ولادیمیر آپتسیاوری
ولادیمیر آپتسیاوری (انگلیسی: Vladimer Aptsiauri; ۴ فوریهٔ ۱۹۶۲ – ۱۴ مهٔ ۲۰۱۲) شمشیرباز اهل اتحاد جماهیر شوروی سوسیالیستی بود.
وی در مسابقات کشوری و بین‌المللی در مجموع برندهٔ ۱ مدال طلا شده‌است.